# Fresno County
Fresno County je okres ve státě Kalifornie v USA. K roku 2010 zde žilo 930 450 obyvatel. Hlavním městem okresu je Fresno. Na severu sousedí s Madera County a na jihu s Kings County.